# 酒とつまみと男と女
『酒とつまみと男と女』（さけとつまみとおとことおんな）は、2014年4月1日から2015年3月24日まで、BSジャパン（現：BSテレビ東京）にて放送されていたトークバラエティ番組である。略称は『酒つま』（さけつま）。

## 概要
毎回1つの街を舞台に、レギュラー出演者が「一緒に飲んでみたい・話を聞いてみたいオトナ」をゲスト（当番組では“酔客”と称される）に招き、合わせて3～4名で3軒ほどの酒場をハシゴし、酒を飲みながら自由にトークする番組である。
舞台となる街は、酔客にゆかりのある所が多く、ほとんどが東京都内だったが、神奈川県や静岡市が舞台となったこともある。

## 出演者

### 進行役
当番組では進行役を“聞き上手”と称していた。
- 山崎樹範
- 春風亭一之輔

### ご意見番
- 坂崎重盛 - 当番組では“不良隠居”と称されていた。
- 倉嶋紀和子 - 雑誌『古典酒場』編集長。当番組では“酔女”と称されていた。

聞き上手、ご意見番とも、原則として1人ずつ交代で出演していた。

## 放送時間
火曜日 21:00 - 22:00

## 放送リスト
| 放送日 | 放送日   | 街               | 酔客               |
| ------ | -------- | ---------------- | ------------------ |
| 2014年 | 4月1日   | 上野界隈         | 南伸坊             |
| 2014年 | 4月8日   | 神楽坂界隈       | 玉袋筋太郎         |
| 2014年 | 4月15日  | 西荻窪界隈       | 角田光代           |
| 2014年 | 4月22日  | 浅草界隈         | 平松洋子           |
| 2014年 | 4月29日  | 赤坂界隈         | 内田春菊           |
| 2014年 | 5月6日   | 北千住界隈       | なぎら健壱         |
| 2014年 | 5月13日  | 下北沢界隈       | 小宮孝泰           |
| 2014年 | 5月20日  | 吉祥寺界隈       | 江川達也           |
| 2014年 | 5月27日  | 武蔵小山界隈     | 魚柄仁之助         |
| 2014年 | 6月10日  | 神保町界隈       | 高橋源一郎         |
| 2014年 | 6月17日  | 月島界隈         | ほっしゃん。       |
| 2014年 | 6月24日  | 立石界隈         | 内藤大助           |
| 2014年 | 7月8日   | 赤羽界隈         | ブラザー・トム     |
| 2014年 | 7月15日  | 東十条界隈       | 島田雅彦           |
| 2014年 | 7月22日  | 神田明神界隈     | 嵐山光三郎         |
| 2014年 | 7月29日  | 谷中界隈         | 川上麻衣子         |
| 2014年 | 8月5日   | 新宿三丁目界隈   | 夢枕獏             |
| 2014年 | 8月12日  | 新橋界隈         | ルー大柴           |
| 2014年 | 8月19日  | 五反田界隈       | ダイノジ           |
| 2014年 | 8月26日  | 白金界隈         | 山本容子           |
| 2014年 | 9月2日   | 大井町界隈       | 今井雅之           |
| 2014年 | 9月9日   | 中野             | 玉袋筋太郎         |
| 2014年 | 9月16日  | 巣鴨             | 室井佑月           |
| 2014年 | 9月23日  | 鵠沼海岸         | 安齋肇             |
| 2014年 | 9月30日  | 両国             | 浦風冨道           |
| 2014年 | 10月14日 | 神楽坂上         | 坂崎幸之助         |
| 2014年 | 10月21日 | 王子             | 倉田真由美         |
| 2014年 | 10月28日 | 荒木町           | ブラザー・トム     |
| 2014年 | 11月4日  | 静岡市           | 眞鍋かをり         |
| 2014年 | 11月11日 | 小岩             | 岩井志麻子         |
| 2014年 | 11月18日 | 荻窪             | 金子昇             |
| 2014年 | 11月25日 | 中目黒           | 大宮エリー         |
| 2014年 | 12月2日  | 根津界隈         | 中尾彬、池波志乃   |
| 2014年 | 12月9日  | 高円寺           | 佐藤正宏           |
| 2014年 | 12月16日 | 麻布十番         | 枝元なほみ         |
| 2014年 | 12月23日 | 高田馬場界隈     | 柳家喜多八         |
| 2015年 | 1月6日   | 阿佐谷           | 柴田理恵           |
| 2015年 | 1月13日  | 市ヶ谷           | いとうまい子       |
| 2015年 | 1月20日  | 赤坂見附         | ガダルカナル・タカ |
| 2015年 | 1月27日  | 新宿ゴールデン街 | 井筒和幸           |
| 2015年 | 2月10日  | 上野アメ横       | 諸星和己           |
| 2015年 | 2月17日  | 大塚             | 佐藤仁美           |
| 2015年 | 2月24日  | 下北沢南口       | 末井昭、島本慶     |
| 2015年 | 3月3日   | 幡ヶ谷           | アンミカ           |
| 2015年 | 3月10日  | 横浜・野毛界隈   | 伊藤かずえ         |
| 2015年 | 3月17日  | 三軒茶屋         | 池田鉄洋           |
| 2015年 | 3月24日  | 銀座             | 吉田類             |

## スタッフ
- 撮影：杉山悟、長谷部雅治、杉下光二、上村厚次郎 ほか
- 音声：上山隆司、高橋圭介 ほか
- 撮影助手：前田和馬、木村陽輝
- スタイリスト：髙山エリ
- ヘアメイク：斎藤由希子
- タイトル制作：EDP GRAPHIC WORKS
- 美術：三浦康子
- EED：石川浩通
- MA：坂井真一、小野敬太郎
- 音響効果：山口晃司
- 協力：渡邉和彦
- 編成：柳川美波（BSジャパン）
- 番宣：大北康介（テレビ東京）
- AD：橋本晧平、佐伯和哉、田原純　ほか
- AP：明仁絵里子、荻利恵
- チーフプロデューサー：脇坂清人（BSジャパン）
- プロデューサー：山下和晴（テレビ東京）、鈴木ゆかり（テレコムスタッフ）、田川友紀（テレコムスタッフ）
- 演出：菅原和彦、浦野俊実、小峰康平、氏家力　ほか
- 製作：BSジャパン、テレコムスタッフ